# Sakura

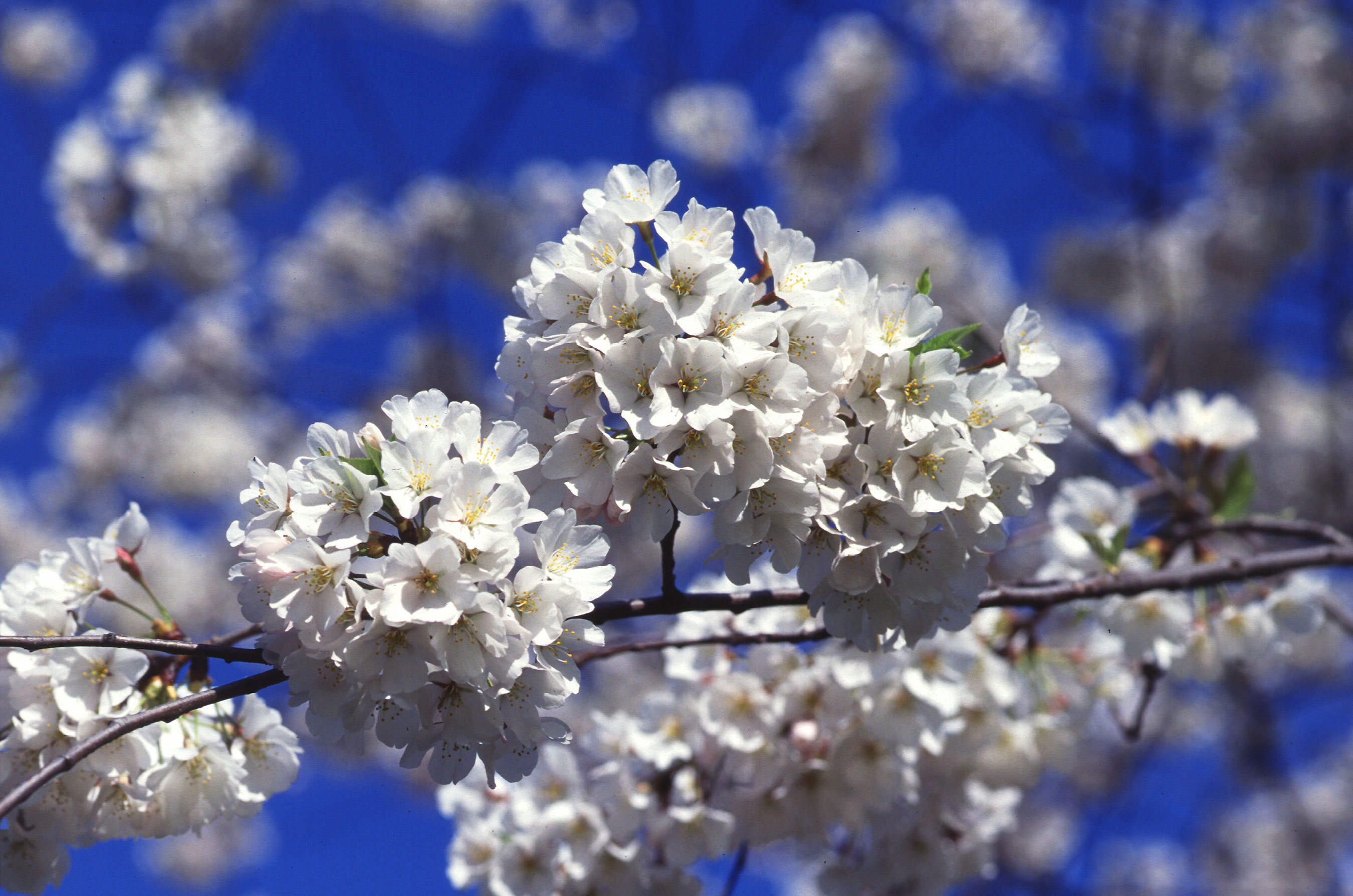
Kwitnące wiśnie

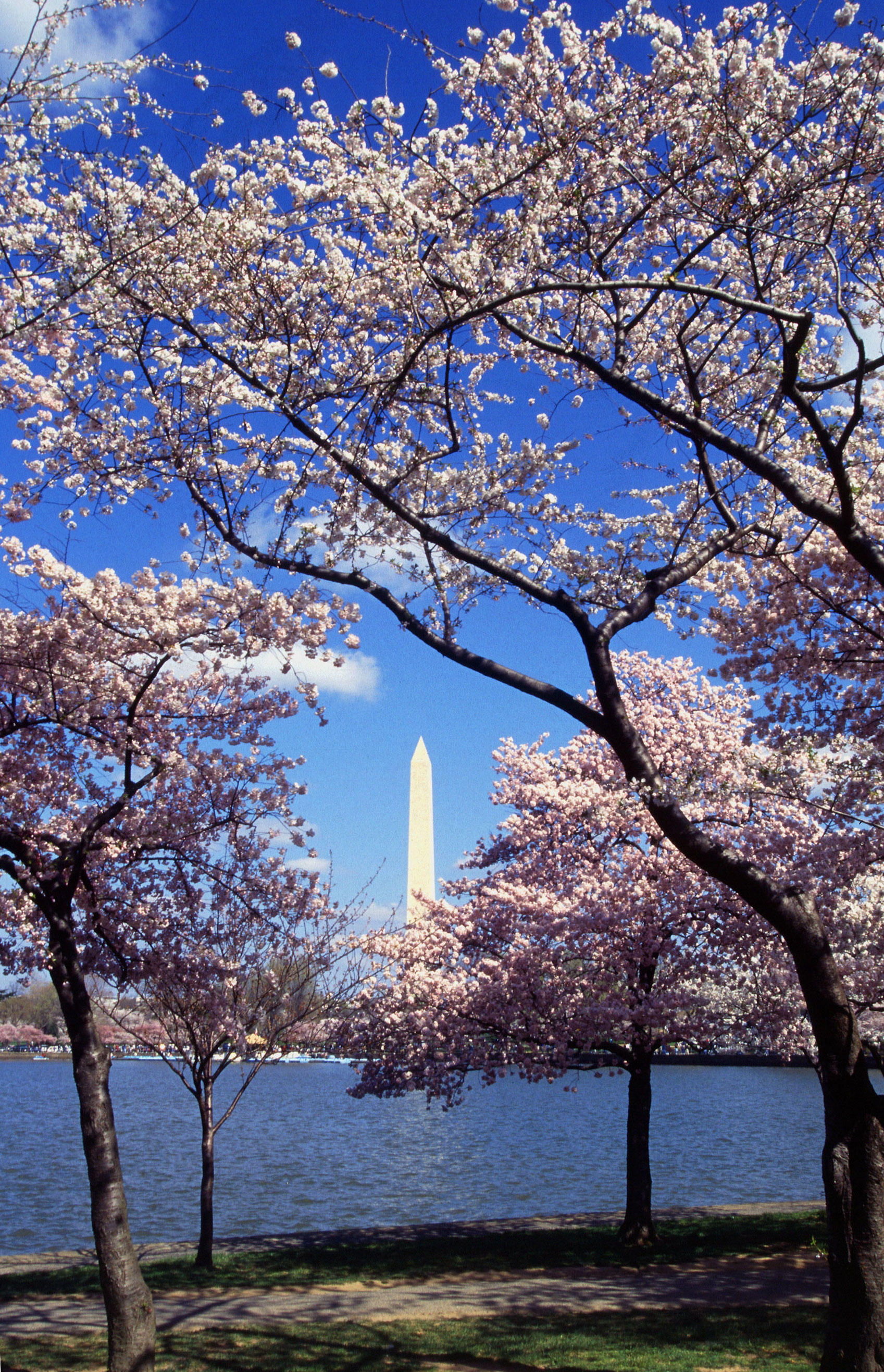
Tidal Basin w Waszyngtonie otoczony kwitnącymi drzewami wiśni, dar od Japonii

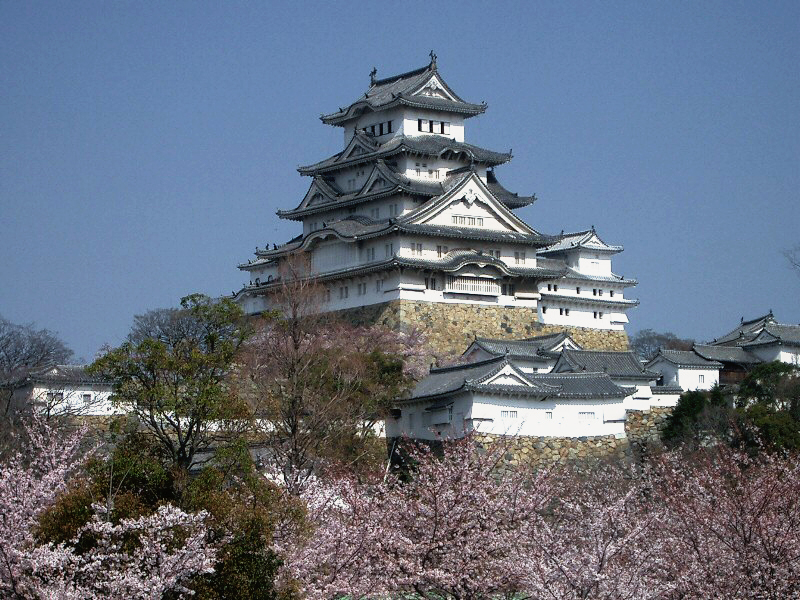
Sakura u stóp zamku Himeji

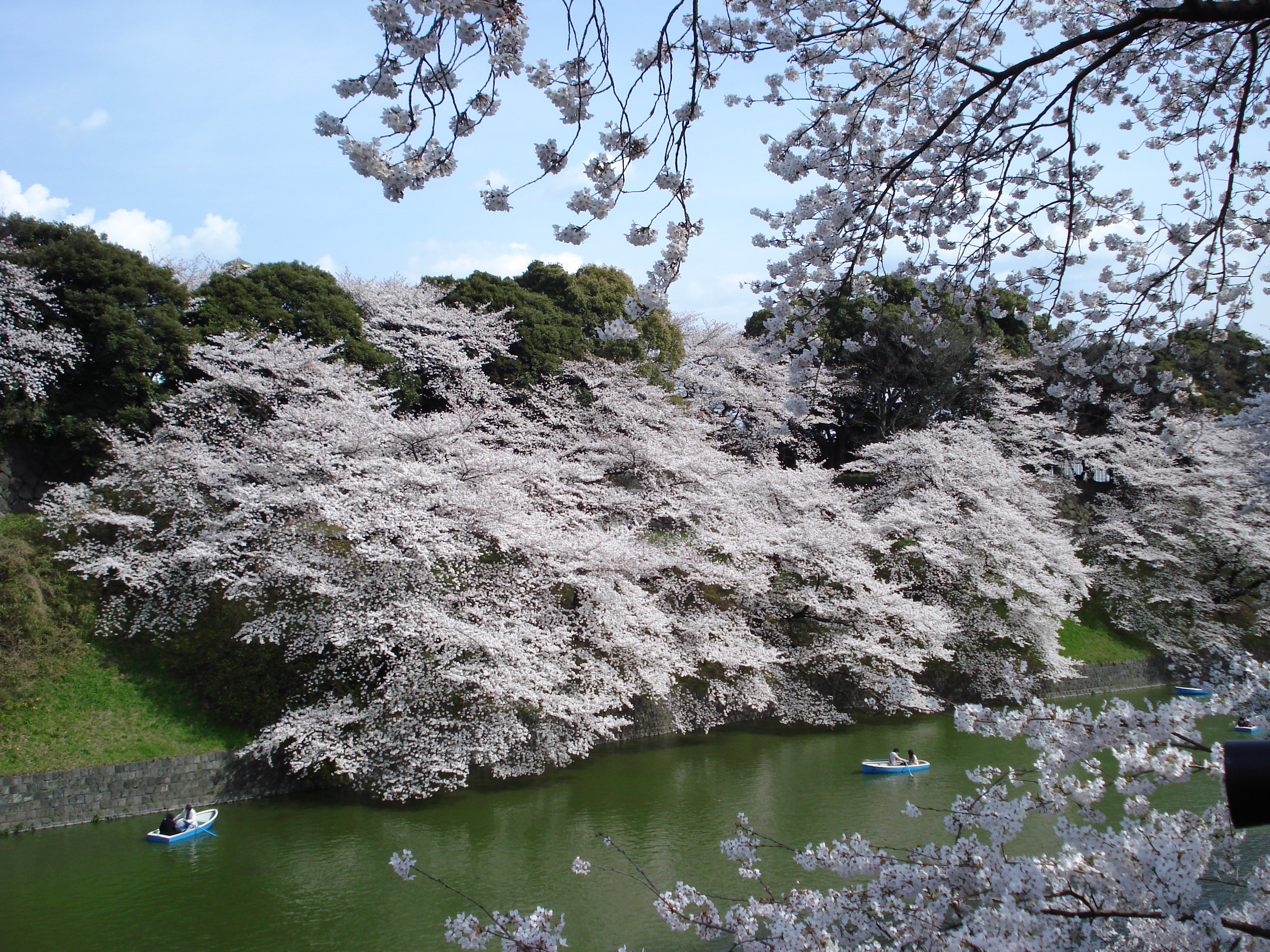
Sakura nad fosą pałacu cesarskiego w Tokio

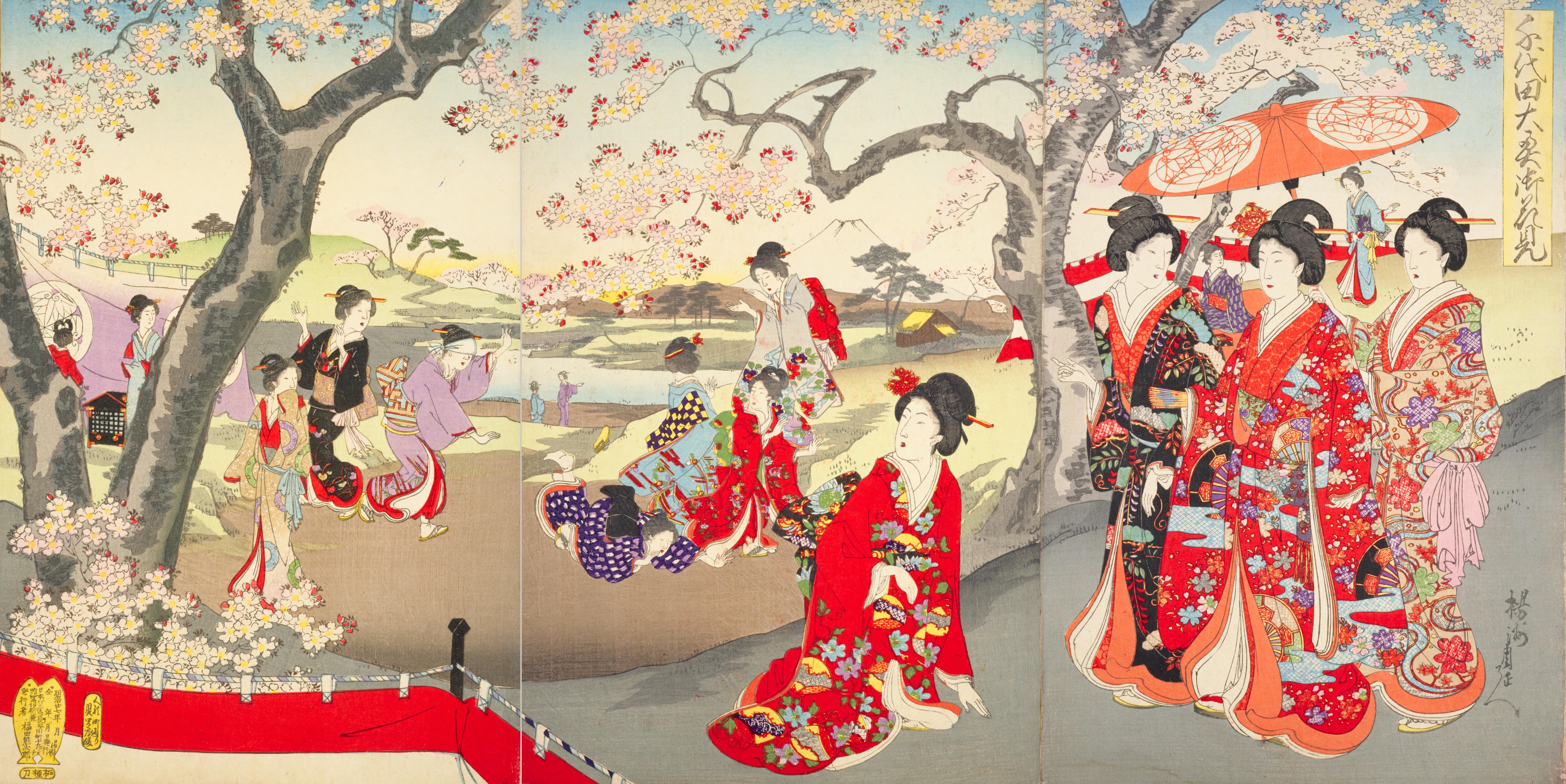
Chikanobu Toyohara (ur. ok. 1838, zm. 1912), Hanami dam dworu wewnątrz zamku Edo, 1894

Sakura (jap. 桜) – drzewo wiśni, kwiat wiśni; japońska nazwa ozdobnych drzew wiśniowych i ich kwiatów.

## Odmiany drzew
Najbardziej lubianą przez Japończyków i najczęściej występującą na terenie archipelagu odmianą jest somei-yoshino. Jej kwiaty są niemal całkowicie białe, lekko zabarwione bladym różem, szczególnie blisko łodygi. Kwiaty rozwijają się i zwykle opadają („rozsypują się”) w ciągu tygodnia, zanim jeszcze rozwiną się liście. Z tego powodu drzewa wydają się niemal całkowicie białe. Odmiana wzięła swoją nazwę od wioski Somei (obecnie część dzielnicy Toshima w Tokio). Powstała w drugiej połowie XIX wieku, na przełomie okresu Edo i Meiji.
Inne odmiany to między innymi: yama-zakura, yae-zakura i shidare-zakura. Yama-zakura to górska, dzika sakura, yae-zakura ma duże, „podwójne” kwiaty, z grubymi różowymi płatkami. Shidare-zakura, nazywana też płaczącą wiśnią, ma gałęzie opadające do ziemi, jak u wierzby płaczącej, a na nich kaskady różowych kwiatów.
W prefekturze Yamanashi znajduje się najstarsze drzewo wiśni w Japonii. Jego wiek ocenia się na 1800-2000 lat. W języku angielskim nazywane jest: Yamataka Jindai Cherry Blossom Tree. Jest ono jednym z trzech drzew zasadzonych na terenie świątyni Jissō-ji w Yamataka. Należy do gatunku edo-higan-zakura, jego wysokość 10,3 m, obwód pnia 10 metrów. Legenda głosi, że Yamato Takeru-no-mikoto, syn cesarza Keikō (przyjmuje się, że panował w latach 71–130), zasadził drzewo, gdy dowodził oddziałem ekspedycyjnym na wschodzie. Natomiast w XIII wieku mnich Nichiren, widząc drzewo w złym stanie, modlił się o jego przebudzenie. Drzewo ożyło, więc nazwano je myōhō-zakura ("sakura mistycznego, najwyższego prawa Buddy").

## Front kwitnienia
Co roku Japończycy śledzą przesuwający się wzdłuż archipelagu, od południa na północ „front kwitnienia wiśni” (sakura-zensen). Media codziennie podają prognozy pogody i informacje o rozpoczynających się porach kwitnienia w kolejnych regionach kraju. Rozpoczyna się ono na Okinawie w lutym i zazwyczaj dociera do Kioto i Tokio na przełomie marca i kwietnia. Przesuwając się dalej na północ, na początku maja osiąga Hokkaido. Japończycy z uwagą śledzą te informacje. Razem z przyjaciółmi i rodzinami udają się do parków, świątyń buddyjskich i chramów shintō na hanami (花見), czyli „oglądanie kwiatów” – towarzyskie spotkania o charakterze pikniku, często połączone ze słuchaniem tradycyjnych utworów muzycznych i tańcami.

## Dar Japonii dla Ameryki
W 1912 roku Japonia podarowała Stanom Zjednoczonym 3020 sakur dwunastu odmian, dla upamiętnienia rozwijających się wówczas przyjaznych stosunków między tymi krajami. Od tego czasu drzewa wiśniowe rosną na brzegach Tidal Basin w Waszyngtonie, a dar został odnowiony w 1965 roku partią 3800 drzew. Sakury te stanowią dużą atrakcję turystyczną, szczególnie wczesną wiosną, gdy w pełni rozkwitają (wtedy obchodzi się Narodowy Festiwal Kwiatów Wiśni).

## Symbolizm sakury
Sakura jest powszechnie rozpoznawalnym i wszechobecnym symbolem Japonii, umieszczanym na przedmiotach codziennego użytku, w tym na kimonach, materiałach piśmiennych i zastawie stołowej. Kiszonych liści i płatków kwiatów używa się jako jadalnych ozdób potraw, często słodkich, jak ciastka (sakura-mochi, sakura-anko-mushipan), galaretki (sakura-yokan), czy lody.
Kwiat wiśni często pojawia się w sztuce japońskiej jako metafora ulotności życia. Ten motyw pozostaje nadal obecny w kulturze, również popularnej (szczególnie w mandze i anime). Jest także kojarzony z samurajami, kodeksem bushi i kamikaze. Istnieje popularna piosenka ludowa zatytułowana Sakura (melodia poniżej w sekcji „Linki zewnętrzne”), pierwotnie skomponowana na shakuhachi (bambusowy flet). Motyw ten występuje również w wielu piosenkach pop. Sakura funkcjonuje także jako nazwisko lub imię żeńskie.
W poezji japońskiej motyw sakura pełni funkcje kigo i kidai (słowa, zwroty, tematyka związana z porami roku).
Samazama-no
koto omoidasu
sakura-ka-na
Czemu tak różne
wspomnienia niosą zwiewne
kwiaty wiśniowe
Bashō Matsuo (z dziennika Oinikki, 1688)
tłum. Agnieszka Żuławska-Umeda
(KIGO: wiśnie – sakura)

## Sakura w II wojnie światowej
Podczas II wojny światowej symbol sakury służył konsolidacji społeczeństwa japońskiego wokół idei nacjonalizmu i militaryzmu, a także motywowaniu Japończyków do poświęcania życia dla kraju i cesarza.
Japońscy piloci kamikaze malowali sakurę na bokach swoich samolotów przed wylotem na samobójcze misje, a nawet zabierali ze sobą gałązki tych drzew. Po klęsce 1945 roku spadające płatki wiśni zaczęto interpretować jako symbol ofiary z życia złożonego cesarzowi-bogu. Rząd propagował wiarę w to, że dusze poległych wojowników odrodzą się w kwiatach.

## Galeria

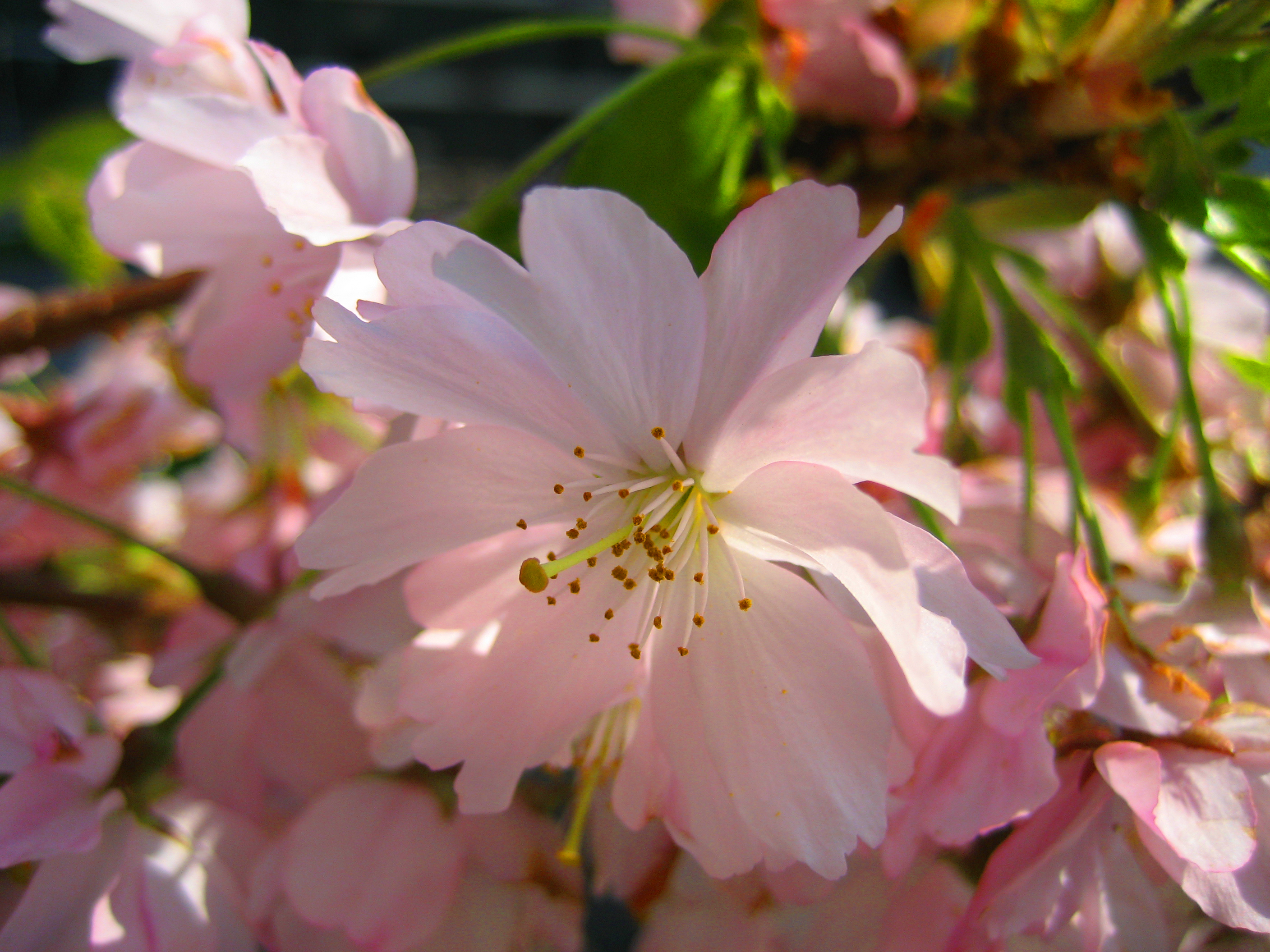
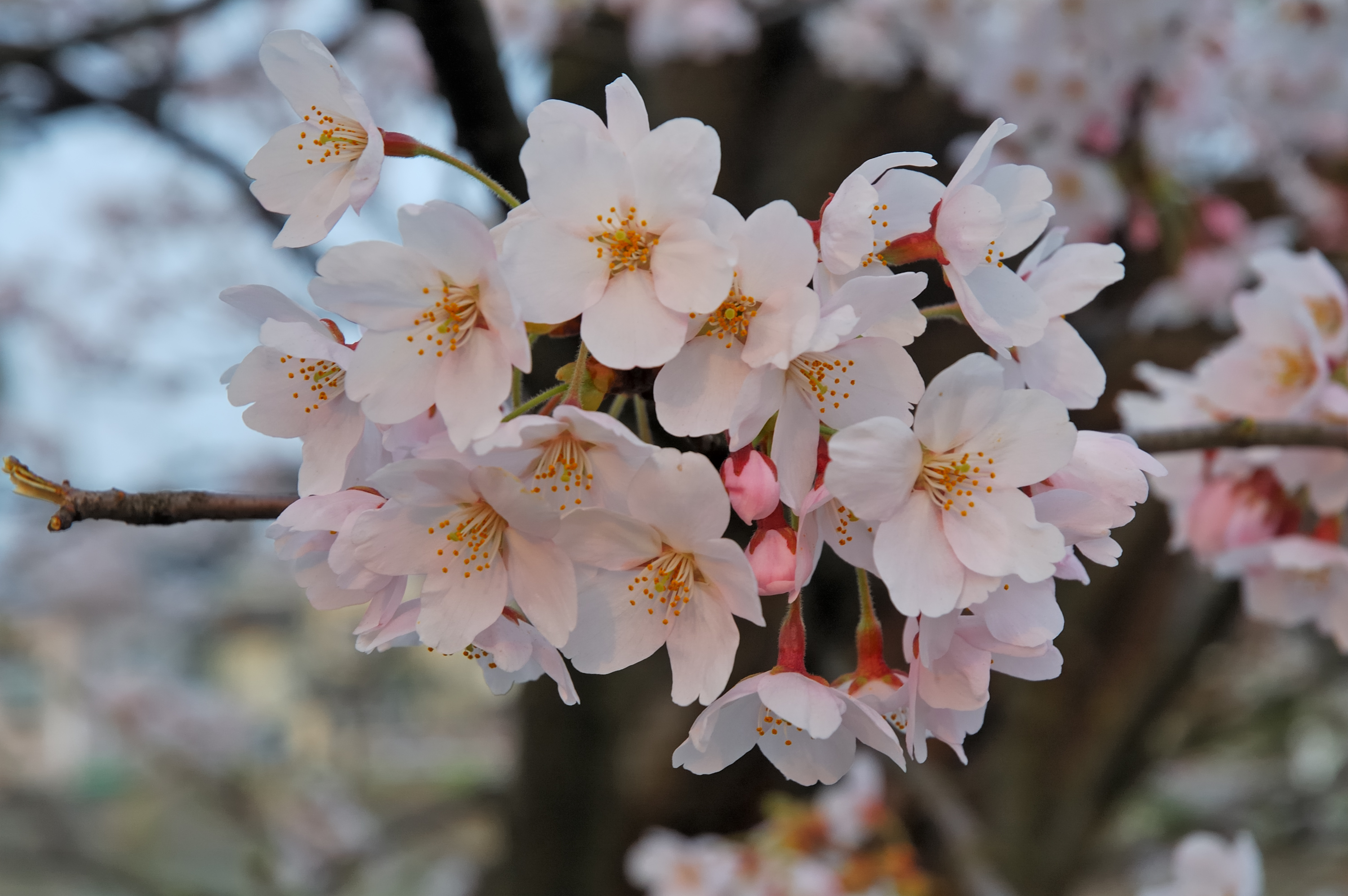
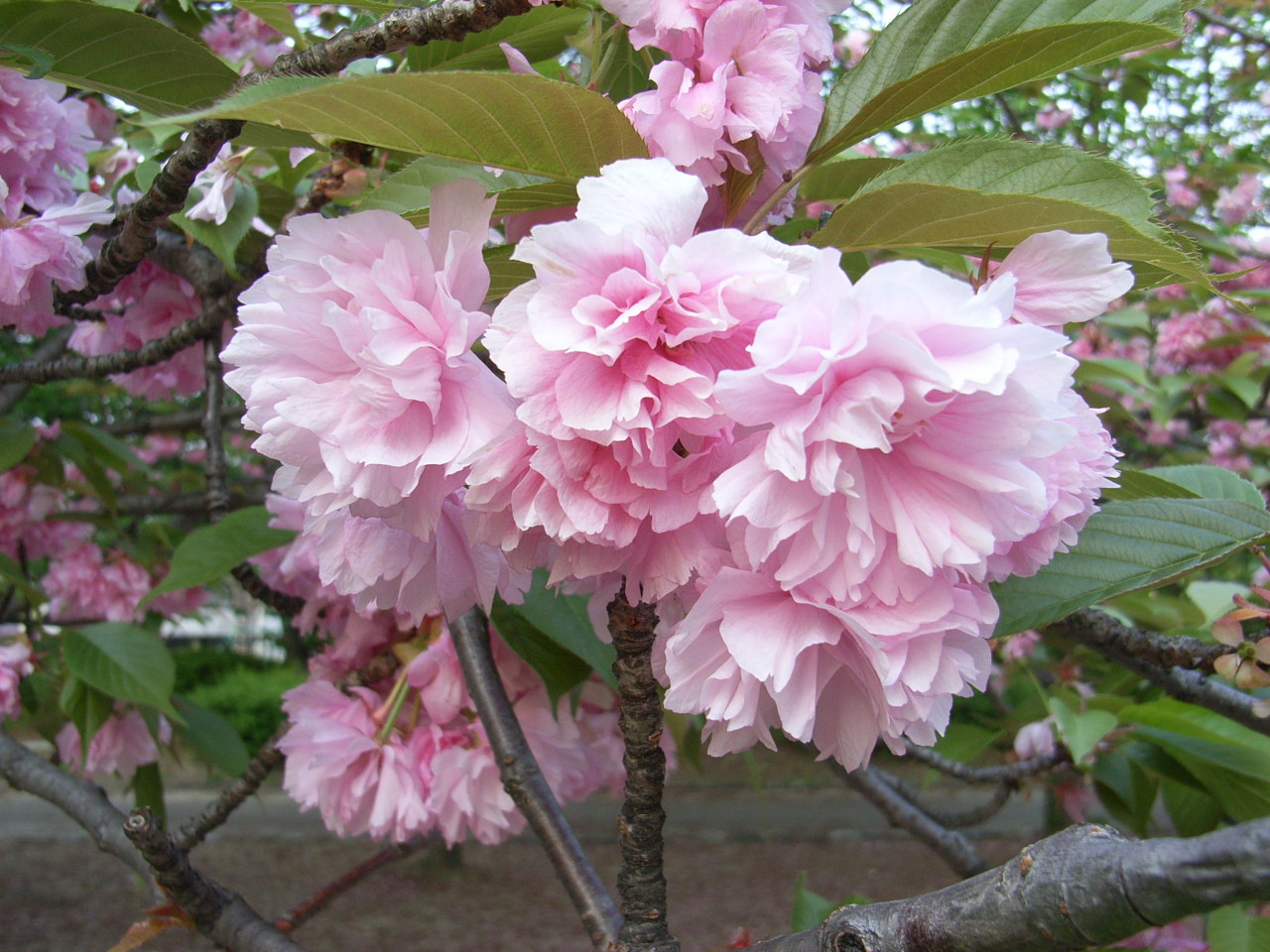
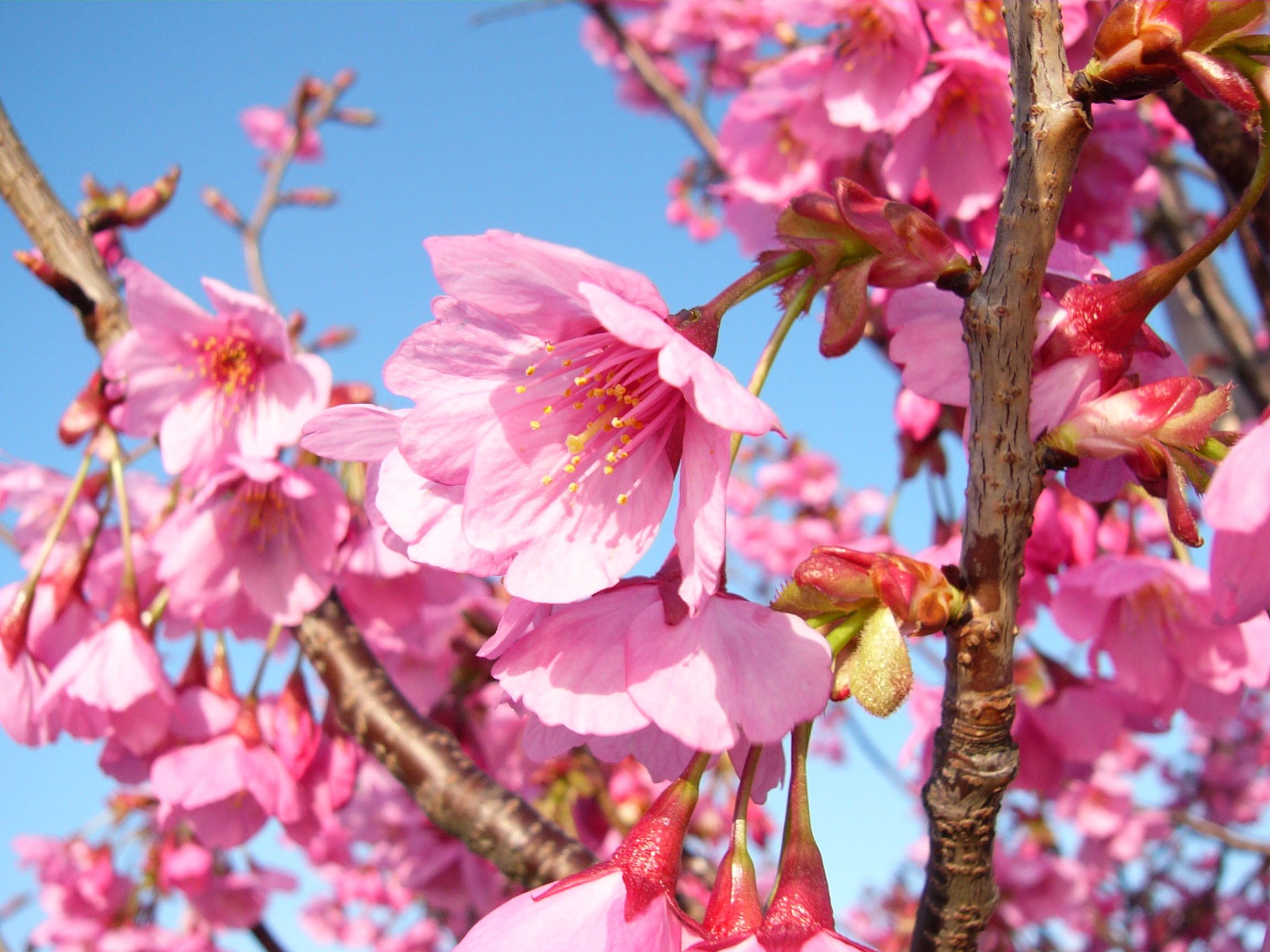
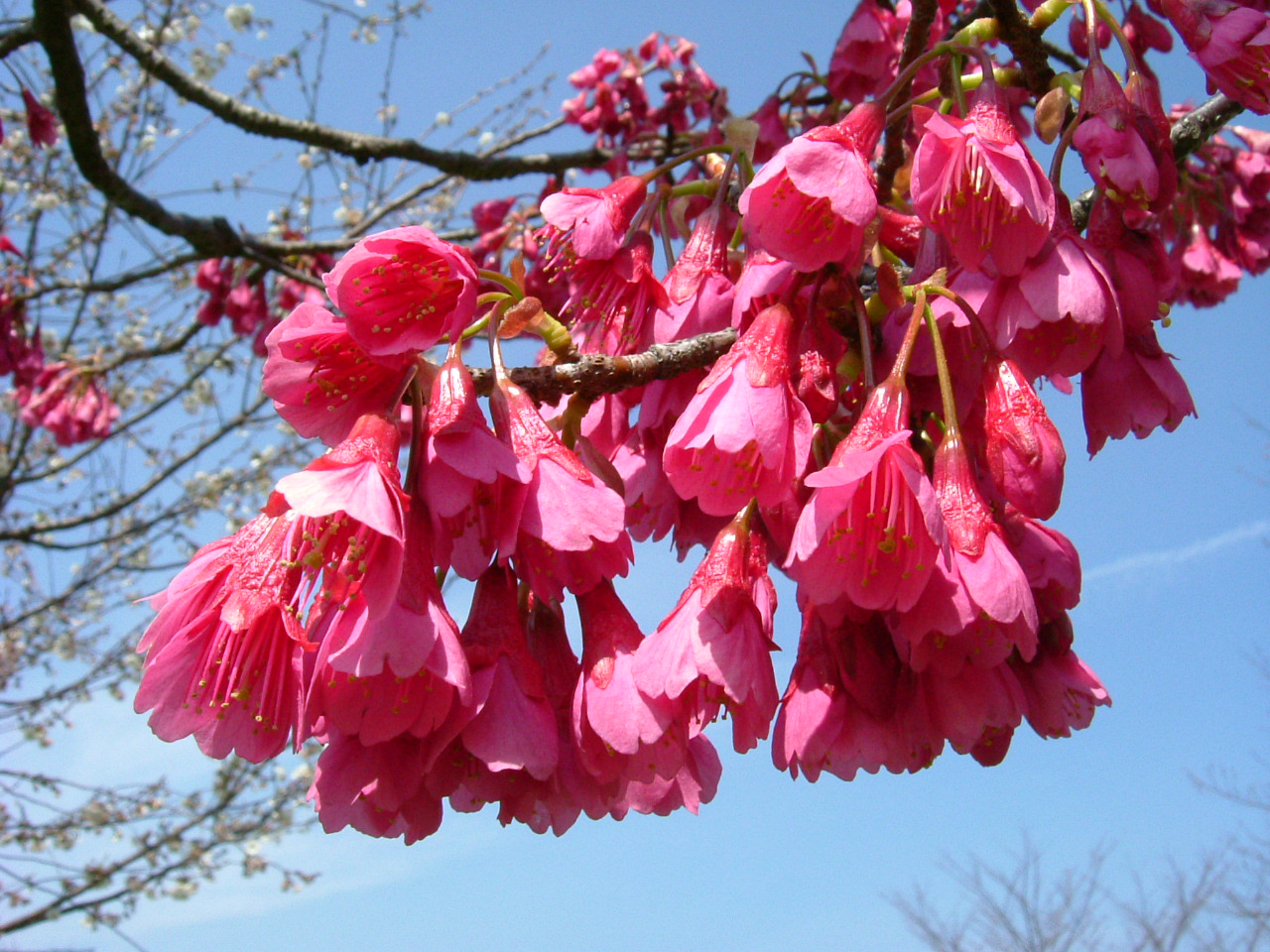
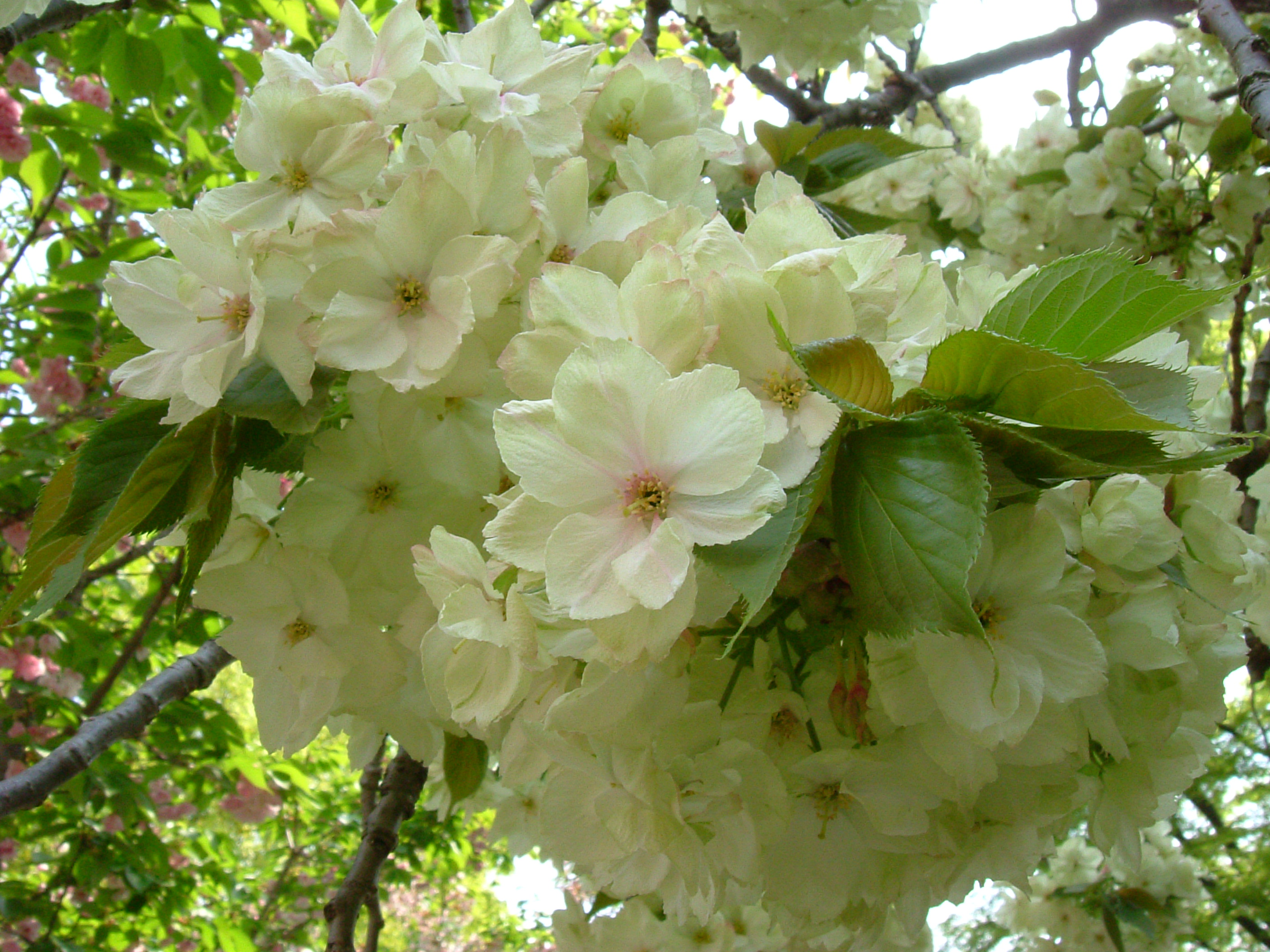